# Caffè decaffeinato

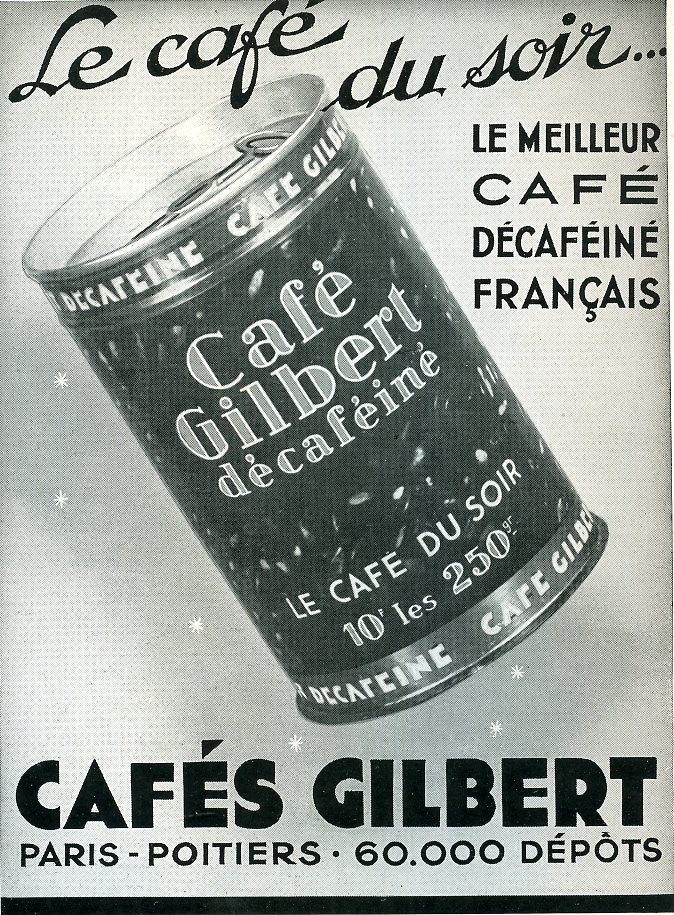
Pubblicità del 1934

Il caffè decaffeinato , talvolta chiamato anche solo deka, è un caffè trattato in modo tale da privarlo del suo contenuto di caffeina.

## Storia
Il decaffeinato fu inventato a Brema nel 1905 dal tedesco Ludwig Roselius, figlio di un assaggiatore di caffè, per conto dell'azienda Kaffee-Handels-Aktien-Gesellschaft. Dopo pochi anni il caffè da lui sperimentato venne commercializzato con il nome di caffè Hag.

## Caratteristiche

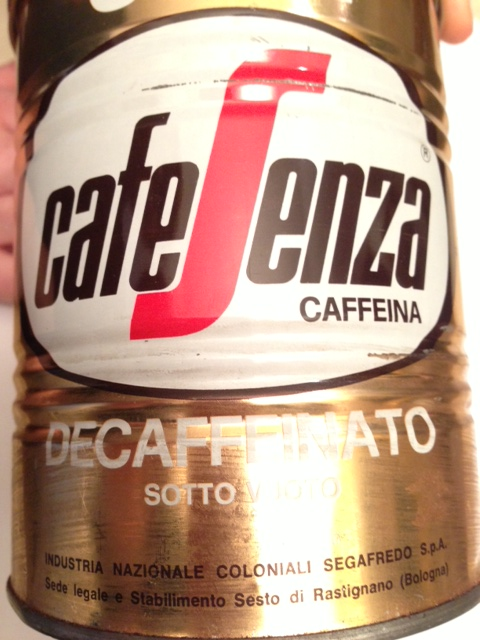
Caffè decaffeinato

La caffeina è un alcaloide che, puro, si presenta come un solido bianco cristallino; è presente nei chicchi di caffè (1,5-2%) e nelle foglie di tè (4-5%). La caffeina, letale in dosi a livello di pochi grammi, (LD50=150 mg/Kg corporeo) ha un'azione stimolante ed eccitante sul sistema nervoso; ciò rende la sua assunzione sconsigliabile ad alcune categorie di persone, come insonni, cardiopatici o ipersensibili.
Per ovviare a questi inconvenienti, sono state messe a punto tecniche per estrarre la caffeina dal caffè, pur mantenendone soddisfacenti le proprietà organolettiche.
L'eliminazione della caffeina non può essere totale: mediamente è di circa il 97%. In Italia, per legge, la caffeina residua deve essere non superiore allo 0,1% (D.M. 20/5/76).
Sono numerosi i metodi utilizzati per decaffeinare il caffè. L'estrazione attuale per l'ottenimento della caffeina pura viene operata direttamente su chicchi di caffè. Il solvente maggiormente utilizzato nell'industria è l'anidride carbonica supercritica (a circa 31 °C e 7,3 MPa). In passato veniva usato il diclorometano per via del suo basso punto di ebollizione, ma è stato abbandonato per la sua pericolosità (è un solvente di classe IARC 2B, classe "ritenuto cancerogeno potenziale per l'uomo"). Dopo l'evaporazione del solvente, la caffeina viene purificata e utilizzata nell'industria chimica, alimentare e farmaceutica.
Il più immediato e tradizionale dei metodi prevede invece le seguenti fasi:
1. Il caffè crudo (non ancora tostato) viene trattato con un solvente (ad esempio, l'acetato di etile), in modo da estrarne la caffeina;
2. Il caffè così decaffeinato viene trattato a vapore, per eliminare completamente il solvente;
3. Infine, viene essiccato e tostato (> 200 °C), affinché torni all'iniziale grado di umidità.

Fonti critiche affermano che: il lavaggio del chicco di caffè ne elimini pure gran parte delle sostanze benefiche; l'aroma sia differente da quello del caffè non decaffeinato; l'estrazione rimuova anche gli oli naturali (diterpeni) presenti nel caffè. I diterpeni costituiscono la base per composti biologicamente importanti come il retinolo, retinale e fitolo. Essi sono noti per essere antimicrobici e antinfiammatori; altresì, il cafestolo ha mostrato proprietà antitumorali nei ratti e può agire come un ligando agonista per il recettore nucleare farnesoide X receptor e pregnane X receptor, bloccando l'omeostasi del colesterolo.
L'estrazione con l'anidride carbonica supercritica viene condotta inumidendo inizialmente i chicchi con vapore e acqua fino ad avere 30-40% di umidità, condizione che gonfia il chicco facilitando l'estrazione. Così, i chicchi passano in appositi estrattori a colonne, insieme con l'anidride carbonica. Negli estrattori industriali, la temperatura e la pressione arrivano rispettivamente fino a 40-80 °C e a 120-180 atmosfere. Quindi, il flusso di CO2 estrae la caffeina dai chicchi, che successivamente sono separati ed essiccati. La CO2 satura di caffeina passa in un secondo sistema pressurizzato, dove la caffeina viene recuperata per mezzo di una diminuzione di temperatura o pressione oppure, in alternativa, per mezzo di carbone attivo.
Questo metodo sembra assicurare la maggiore selettività di estrazione (si estrae quasi esclusivamente la caffeina, senza intaccare altre sostanze che concorrono alla qualità e all'aroma del caffè). Dopo la decaffeinizzazione, i chicchi seguono lo stesso procedimento produttivo del caffè con caffeina: all'arrivo in stabilimento, questi vengono puliti da eventuali impurità e successivamente torrefatti.
La Coffea charrieriana è una specie diffusa in Camerun praticamente priva di caffeina, mentre la varietà 100% arabica contiene circa la metà della caffeina presente nelle altre specialità.

## Cromatografia su strato sottile
Il metodo seguente descrive la conduzione di una cromatografia su strato sottile per osservare caffeina, teofillina e teobromina presenti in campioni di caffè, tè e cacao.

### Materiale occorrente
Lastrina di silice, caffè in polvere, tè, cacao solubile in polvere, misurino da 250 ml, provette, bacchetta, imbuto, filtro, agitatore. 

I reagenti occorrenti sono:
- Eluente: cloroformio-etanolo (90:10)
- Soluzione all'1% di iodio in etanolo
- Soluzione (1:1) di HCl al 25% ed Etanolo al 96%
- Cloroformio: si tenga presente che è nocivo, anche per l'ambiente.
- Etanolo: si tenga presente che è infiammabile.
- Acido cloridrico (HCl): si tenga presente che è corrosivo.

### Procedimento
Si preparano quindi tre soluzioni di: tè, caffè, cacao nel seguente modo:
- Procedura per il caffè: 2 g di caffè in polvere si sciolgono in 100 ml di acqua distillata bollente. Si agita energicamente e poi si filtra.
- Procedura per il tè: 2 g di tè si versano in 100 ml di acqua distillata bollente. Si agita energicamente e poi si filtra.
- Procedura per il cacao: 2 g di cacao si sciolgono in 100 ml di acqua tiepida. Si agita e poi si filtra.

Si dispongono sulla lastrina di gel di silice, a distanza di 1 cm tra di loro, delle piccole gocce delle tre soluzioni (ripetendo l'azione 2 o 3 volte). Si introduce la lastra nella vaschetta contenente l'eluente e si lascia sviluppare il cromatogramma. Si toglie la lastrina della vaschetta e si lascia asciugare in stufa a 100° C fino a completa evaporazione dell'eluente. Quindi la si spruzza prima con una soluzione di iodio e poi con una soluzione di HCl/C2H5OH.

### Conclusioni
A questo punto si può osservare il colore e il relativo Rf: 
- Caffeina: Rossastra, Rf 0.57
- Teofillina: Rossastra, Rf 0.37
- Teobromina: Grigia, Rf 0.22